# Castelvecchio (Siena)

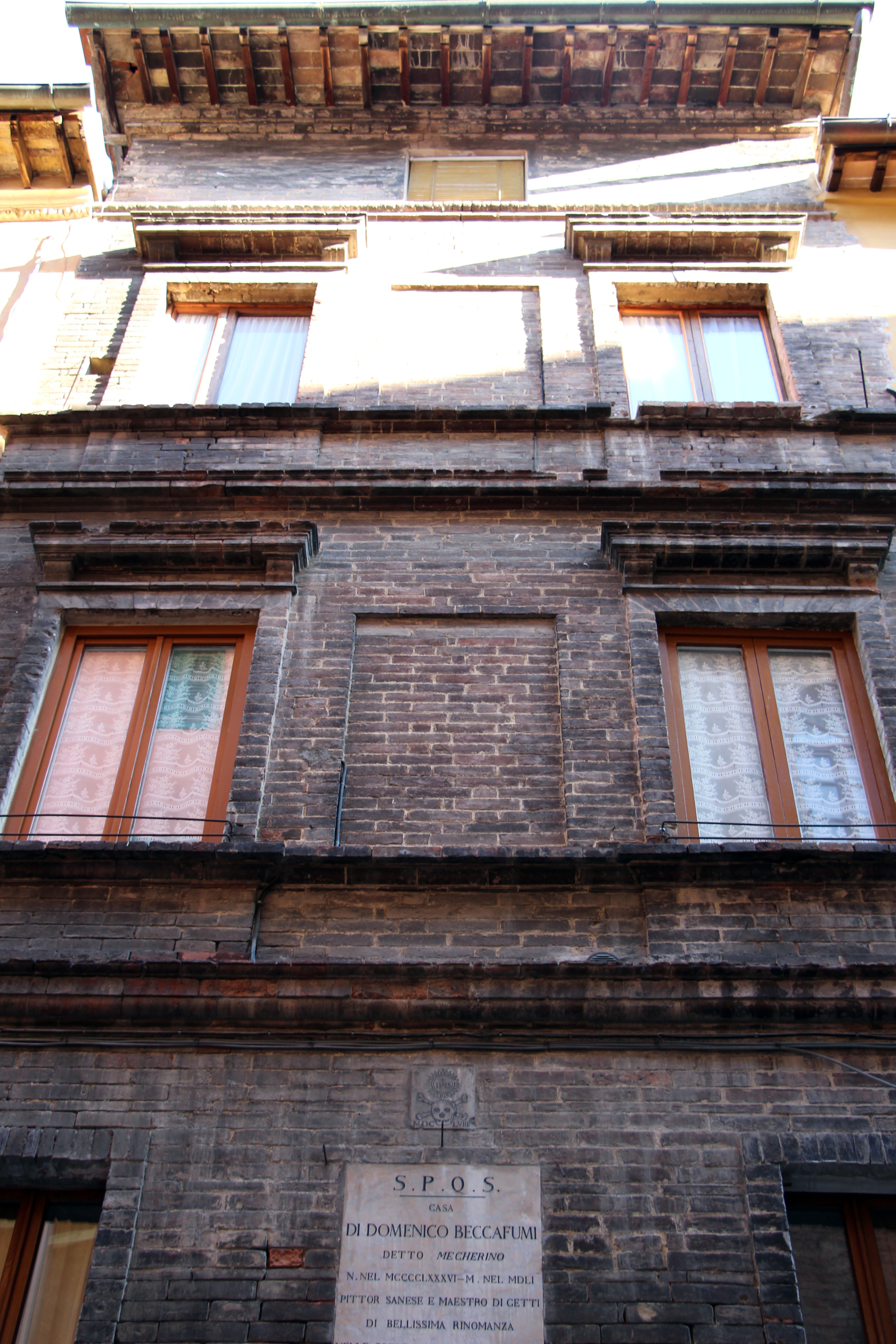
La casa del Beccafumi

Castelvecchio è il nucleo più antico della città di Siena, posto sul colle più alto e anticamente fortificato. 
Ben riconoscibile in pianta per la forma ovale, è ancora oggi individuabile nello schema castrense, innervato su tre strade parallele derivate dal primitivo assetto romano di Saena Julia. Murato nella cerchia più antica, dell'XI secolo, presenta al suo interno alcune pregevoli architetture e siti storici d'interesse.

## Storia
Secondo la leggenda, nel territorio ove oggi si trova via di Castelvecchio, si rifugiarono i gemelli Senio e Ascanio, figli di Remo, fuggiti dopo l'uccisione del padre da parte dello zio Romolo. Giunti qui, costruirono un forte, chiamato Castelsenio. Da qui, nonché dal termine latino senior ("antico"), l'origine del toponimo Castelsenio.
Qui abitava gran parte della popolazione quando il geografo arabo Edrisi descrisse la città come "popolosa, con artieri e ricchezze". Lo spostamento del potere civili da Castelvecchio (rappresentato sui più antichi sigilli comunali) al più ampio colle di Santa Maria risale all'inizio del basso Medioevo, per poi stabilirsi al Campo verso la metà del Duecento.

## Descrizione
In via Sarrocchi 35 si trovava la casa di Domenico Beccafumi, con la facciata attribuita al disegno dello stesso artista. Al 3 della stessa via nacque Tito Sarrocchi. Via Tommaso Pendola si chiamava anticamente via delle Murella, ricordando il passaggio delle mura più antiche. Tale toponimo resta nel nome della chiesa di Sant'Antonio alle Murella (1685), oratorio della contrada della Tartuca. Altri edifici religiosi sono la chiesa delle Carceri di Sant'Ansano, la chiesa dei Santi Quirico e Giulitta, la chiesa e convento di Santa Margherita in Castelvecchio e l'oratorio di Santa Teresa.